# Namafelis
Namafelis — викопний рід родини котових, який жив у Намібії в ранньому міоцені. Він містить один вид, Namafelis minor. Тісно пов'язаний з Diamantofelis, він належить до гради Pseudaelurus і, отже, досить базальний представник родини котових.
Матеріал цього виду, включаючи голотип (99'95 р. н. е.), ліву нижню щелепу, включаючи щокові зуби, було виявлено в місцевості Аррісдрифт у Намібії, який датовано 17,5–17 млн років тому та спочатку описано як Diamantofelis minor. Однак дослідження 2003 року під керівництвом тих же авторів, що і його оригінальний опис, прийшло до висновку, що відмінності були достатньо вираженими, щоб виділити рід Namafelis. Він також описав майже повний лівий радіус (115 '98 р. н. е.), поки що єдині відомі посткраніальні залишки, що належать до цього таксону.
Намафеліс можна порівняти за розміром з каракалом або великою дикою кішкою, що робить його значно меншим за свого родича діамантофеліса. Відрізняється від діамантофеліса морфологією зубів.

## Палеоекологія
Місцевість Аррісдрифт, ймовірно, являє собою бічне русло річки Прото-Оранж, яке лише іноді наповнювалося текучою водою, можливо, коли річка розливалася під час сезону дощів. Решту часу це був неглибокий басейн. Присутність 'Crocodylus' gariepensis і гігантських черепах вказують на більш тропічний клімат, ніж сьогодні в цій області. Середовищем існування, ймовірно, була чагарникова, досить лісиста савана з галерейним лісом уздовж річки.
Тут Namafelis співіснував зі своїм більшим родичем Diamantofelis, а також ще кількома дрібними та середніми хижими тваринами — віверидом Orangictis, двома видами Africanictis та великим мустелідом Namibictis. Усі ці види, ймовірно, полювали на різноманітних птахів і дрібних ссавців місцевості (Myohyrax, Megapedetes, Australagomys, Namibiavis). Найбільшими тваринами були Cynelos ginsburgi і Amphicyon, Hyainailouros, Orangemeryx, Afromastodon, Prodeinotherium.